# I Can Dance/Are You Loving Me at All
I Can Dance/Are You Loving Me at All è il settimo singolo dei Brian Poole & The Tremeloes, pubblicato nel Regno Unito nel 1963.

## Tracce
Lato A
1. I Can Dance – 1:42 (John Jeeves)

Lato B
1. Are You Loving Me at Al – 2:00 (Alan Blakley, Rick Westwood)